# Brokhoron I (ormiański patriarcha Konstantynopola)
Brokhoron I (ur. ?, zm. ?) – w roku 1749 51. ormiański Patriarcha Konstantynopola.